# Stefan Florenski
Stefan Florenski (* 17. Dezember 1933 in Sosnitza; † 23. Februar 2020) war ein polnischer Fußballspieler.

## Karriere

### Vereine
Florenski begann zwölfjährig beim Gliwicer Stadtteilverein Sośnica Gliwice mit dem Fußballspielen. Dem Jugendalter entwachsen rückte er im Jahr 1951 in die Erste Mannschaft auf, für die er bis 1956 in einer der unterklassigen Ligen Punktspiele bestritt.
Im Alter von 22 Jahren wechselte er zum Erstliganeuling Górnik Zabrze, für den Verein er von 1956 bis 1971 ununterbrochen in der 1. Liga, der seinerzeit höchsten Spielklasse im polnischen Fußball. Während seiner Vereinszugehörigkeit gewann er 1957 das erste Mal die Meisterschaft; neun weitere, davon sieben in Folge, sollten noch folgen. 1965 gewann er erstmals den nationalen Vereinspokal, von 1968 bis 1971 diesen viermal in Folge.
Im Wettbewerb um den Europapokal der Landesmeister bestritt er von 1961/62 in der Vorrunde bis 1967/68 im Viertelfinale 19 Spiele, im Wettbewerb um den Europapokal der Pokalsieger 1969/70 sechs. Im Finale, das seine Mannschaft am 29. April 1970 im Wiener Praterstadion gegen Manchester City bestritten und mit 1:2 verloren hatte, wurde er in der 85. Minute für Rainer Kuchta ausgewechselt. In der Folgesaison kam er einzig am 4. November 1970 beim 3:0-Sieg im Heim und Rückspiel gegen Göztepe Izmir zum Einsatz. Des Weiteren bestritt er sechs Spiele im Wettbewerb um den International Football Cup, auch als Rappan-Pokal bekannt; in der Gruppe A3 1961/62 vier und in der Gruppe B3 1966/67 zwei.
Der Abschluss seiner Spielerkarriere fand bei der 1971 gegründeten Fußballabteilung des GKS Tychy statt; bis 1973 spielte er für den Verein in einer der unterklassigen Ligen.

### Nationalmannschaft
Florenski bestritt elf Länderspiele für die A-Nationalmannschaft. Sein Debüt gab er am 20. Oktober 1957 in Chorzów beim 2:1-Sieg über die Nationalmannschaft der UdSSR im dritten WM-Qualifikationsspiel der Gruppe 6. Danach bestritt er noch die zwei weiteren Qualifikationsspiele und im selben Jahr noch ein Freundschaftsspiel in Sofia beim 1:1-Unentschieden gegen die Nationalmannschaft Bulgariens am 29. September. Im Jahr 1958 wurde er in fünf Freundschaftsspielen, 1959 in einem eingesetzt. Seinen letzten Einsatz als Nationalspieler hatte er am 30. Oktober 1968 beim 1:0-Sieg über die Nationalmannschaft Irlands.
Er gehörte seit 1959 dem Kader der Olympiamannschaft an, kam jedoch im Turnier in Rom 1960 nicht zum Einsatz.

## Erfolge
- Finalist Europapokal der Pokalsieger 1970
- Polnischer Meister 1957, 1959, 1961, 1962, 1963, 1964, 1965, 1966, 1967, 1971
- Polnischer Pokal-Sieger 1965, 1968, 1969, 1970, 1971